# Reichsführerschule

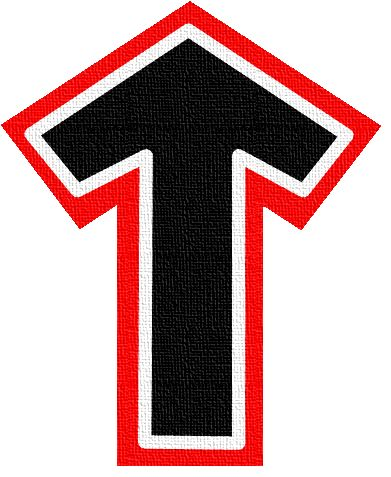
Il distintivo dei diplomati alla Reichsführerschule, raffigurante la runa Týr

Una Reichsführerschule (RFS) era una scuola di formazione per i dirigenti del Partito Nazionalsocialista Tedesco dei Lavoratori (NSDAP).

## Storia

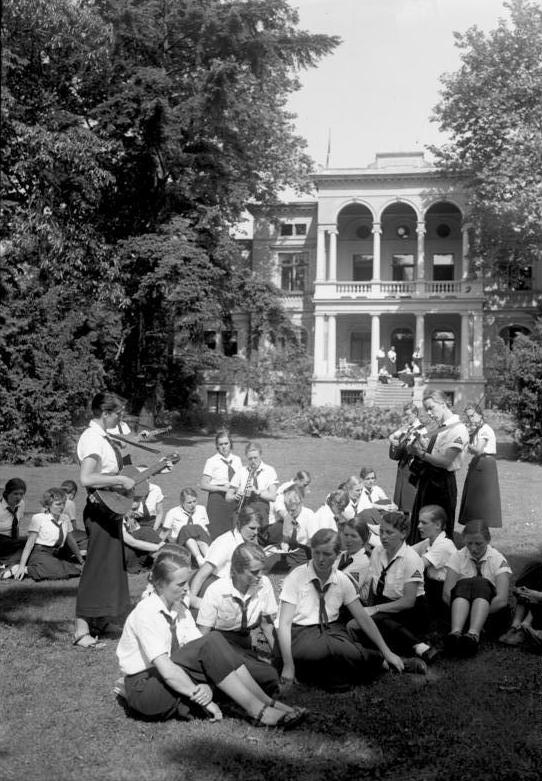
Reichsführerinnenschule della Lega delle ragazze tedesche a Potsdam, agosto 1935

L'NSDAP istituì le Reichsführerschule, inizialmente denominate semplicemente Führerschulen, come centri di formazione per i "capi politici" e la "classe dirigente" delle "unità di combattimento nazionalsocialiste": Sturmabteilung (SA), Schutzstaffel (SS) e Gioventù hitleriana (HJ).
Successivamente, le Führerschulen furono riorganizzate come Reichsfuhrerschulen e divise in quattro suddivisioni:
- Reichsführerschule dell'NSDAP e del Fronte tedesco del lavoro (DAF) dal 1933 al 1936 e poi dell'SD fino al 1945, a Bernau bei Berlin, presso l'edificio che era stato sede della Scuola federale della Federazione generale dei sindacati tedeschi (ADGB)[1]
- Landesführerschulen Paulinum, a Hirschberg, Lobeda (Turingia), Königswinter (Renania), Saßnitz (Rügen) e Plassenburg (Kulmbach)
- Gauführerschule, che esistevano in quasi tutti i Gau, i distretti territoriali dell'NSDAP
- Scuole speciali come la "Landesschule der Nationalsozialistische Betriebszellenorganisation" (Scuola statale dell'Organizzazione nazionalsocialista delle cellule di fabbrica)

I corsi di formazione delle Reichsführerschule si svolgevano generalmente in quattro settimane, con la frequenza di circa 50-80 persone. I partecipanti erano appositamente selezionati nelle élite del partito. I corsi avevano lo scopo di istruire i capi delle SA e di rafforzarne la lealtà politica. I diplomati ricevevano un distintivo raffigurante la runa Týr.
Il 7 maggio 1933, Otto Gohdes divenne direttore (Reichsschulungsleiter) della scuola dell'NSDAP e del DAF a Berlino. Vi erano due direzioni: a Monaco nell'Hotel Reichsadler, Herzog-Wilhelm-Str. 22; a Berlino in Leipziger Platz 14.
Nel 1945 le Reichsführerschulen furono sciolte quali organizzazioni dell'NSDAP.

## Reichsführerschule delle SA

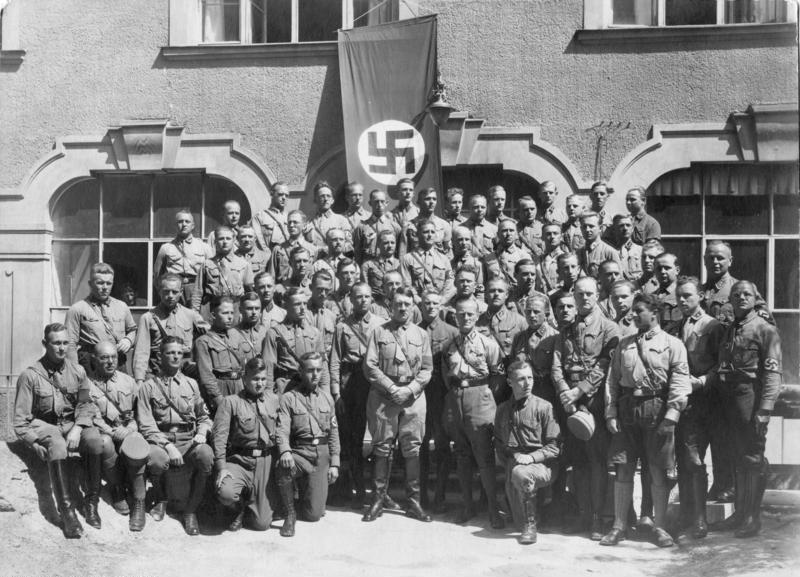
Adolf Hitler tra le SA del primo corso della Reichsführerschule, Monaco di Baviera, giugno 1931

La prima Reichsführerschule fu aperta il 15 giugno 1931 a Monaco di Baviera. Aveva lo scopo di fornire una formazione sistematica ai comandi delle SA.
L'edificio della SA-Reichsführerschule si trovava a Monaco di Baviera, in Briennerstraße 44. A causa del decreto di emergenza del 13 aprile 1932, la scuola fu chiusa dalla polizia municipale di Monaco il 15 aprile 1932, dopo essere stata perquisita il giorno prima. In seguito fu riassegnata alle SA e riprese l'insegnamento.
L'istituzione, guidata dall'SA-Gruppenführer Kurt Kuehme, si concentrò sulla formazione ideologica dei partecipanti al corso, che di solito trascorrevano nella scuola quattro settimane a spese del governo del Reich. I membri di spicco dell'NSDAP vi tennero spesso dei corsi su questioni organizzative, pratiche e giuridiche. Erano previsti anche un programma di allenamento sportivo e dei viaggi in Italia.

## Altre Reichsführerschulen

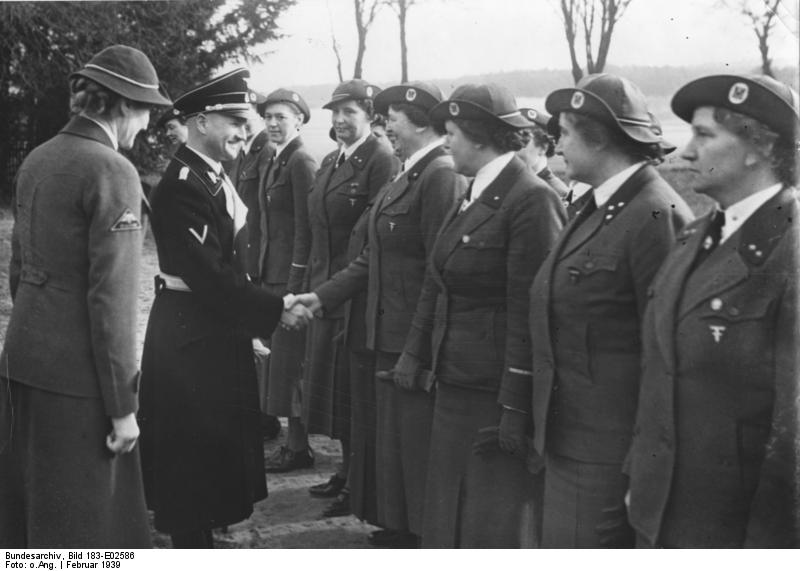
Ernst-Robert Grawitz dà il benvenuto alle allieve della Reichsführerschule della Croce Rossa tedesca, Groß Schulzendorf, febbraio 1939

A partire dalla metà degli anni 1930 furono fondate altre Reichsführerschule, che si occupavano esclusivamente della formazione delle nuove leve o di insegnamenti specialistici:
1. SS-Führersportschule, Mihla
2. RAD-Führerschule, Spandau
3. Reichsführerschule del Nationalsozialistische Volkswohlfahrt, Falkensee
4. Reichsführerschule della Croce rosse tedesca, Groß Schulzendorf
5. Reichsführerinnenschule della Lega delle ragazze tedesche, Boyden (Prussia Orientale)